# 利奇基
50°58′12″N 25°33′42″E / 50.97000°N 25.56167°E
利奇基（烏克蘭語：Лички），是烏克蘭的村落，位於該國西部沃倫州，由盧茨克區負責管轄，始建於1583年，面積0.78平方公里，海拔高度195米，2001年人口153，人口密度每平方公里196.15人。